# Calerda biocelleta
Calerda biocelleta är en insektsart som beskrevs av Victor Antoine Signoret 1863. Calerda biocelleta ingår i släktet Calerda och familjen vedstritar. Inga underarter finns listade i Catalogue of Life.